# سوزان کالینز (سیاستمدار)
سوزان کولینز (به انگلیسی: Susan Collins) (زادهٔ ۷ دسامبر ۱۹۵۲) سناتور ایالت مین در سنای ایالات متحده آمریکا است که برای نخستین‌بار در ۳ ژانویه ۱۹۹۷ به‌عضویت این مجلس درآمد. او طولانی‌ترین دوره تصدی کرسی سنا ایالت مین در سنای ایالات متحده آمریکا را در کارنامه دارد.